# Episodi di The OA (seconda stagione)
La seconda stagione della serie televisiva The OA intitolata The OA: parte II è stata resa interamente disponibile sulla piattaforma di streaming on demand Netflix il 22 marzo 2019.
| nº | Titolo originale          | Titolo italiano         | Pubblicazione |
| -- | ------------------------- | ----------------------- | ------------- |
| 1  | Angel of Death            | L'angelo della morte    | 22 marzo 2019 |
| 2  | Treasure Island           | Treasure Island         | 22 marzo 2019 |
| 3  | Magic Mirror              | Lo specchio magico      | 22 marzo 2019 |
| 4  | SYZYGY                    | SYZYGY                  | 22 marzo 2019 |
| 5  | The Medium & The Engineer | La medium e l'ingegnere | 22 marzo 2019 |
| 6  | Mirror Mirror             | Specchio specchio       | 22 marzo 2019 |
| 7  | Nina Azarova              | Nina Azarova            | 22 marzo 2019 |
| 8  | Overview                  | Visione d'insieme       | 22 marzo 2019 |

## L'angelo della morte
- Titolo originale: Angel of Death
- Diretto da: Zal Batmanglij
- Scritto da: Brit Marling e Zal Batmanglij

A San Francisco, il detective privato Karim Washington si impegna ad aiutare un'anziana donna vietnamita a trovare la nipote scomparsa, Michelle. Karim trova l'ex nascondiglio di Michelle in una casa abbandonata, dove incontra un ragazzo all'apparenza pazzo, e viene a sapere che Michelle ha vinto decine di migliaia di dollari giocando a "Q Symphony", un puzzle game online. Karim teorizza che il gioco sia uno strumento di reclutamento e crowdsourcing creato dal guru della tecnologia Pierre Ruskin. Karim segue l'uomo e si infiltra in una fabbrica nella quale scopre la presenza di un laboratorio in cui vengono monitorati i sogni di molti pazienti. 
Nel frattempo, una Nina Azarova adulta collassa a San Francisco e Prairie si risveglia in ospedale nel suo corpo, in una dimensione alternativa in cui Joe Biden è presidente al posto di Obama. Nina non è mai stata cieca, suo padre ha vissuto fino a poco tempo prima e Pierre Ruskin è il suo fidanzato. Si mette in contatto con Nancy, che non la conosce, avendo realizzato la sua intenzione originale di adottare un ragazzo. A causa del suo comportamento bizzarro, Prairie viene messa in fermo psichiatrico, ma accetta un'offerta di stare nella clinica psichiatrica di Treasure Island. Homer è uno specializzando che lavora nell'ospedale e non la riconosce. Rachel, Scott e Renata sono invece pazienti. Il direttore della struttura è Hap, che la saluta come "Prairie".

## Treasure Island
- Titolo originale: Treasure Island
- Diretto da: Zal Batmanglij
- Scritto da: Damien Ober e Nicki Paluga

Hap continua a stringere la presa su Prairie mettendola in isolamento dagli altri prigionieri. Prairie cerca senza successo di aiutare Homer a ricordare la dimensione originale. Accorgendosi della sua disperazione, Homer decide di permettere a Prairie di riconciliarsi con Scott, Rachel e Renata. Rachel, non avendo più la capacità di parlare, usa degli oggetti per dire a Prairie che Hap sta progettando di costruire una mappa delle diverse dimensioni. 
Nel frattempo, Karim incontra Marlow Rhodes, un ex medico che lavorava per Ruskin, la quale gli spiega esattamente il lavoro che veniva svolto nella fabbrica sullo studio dei sogni, per provare a prevedere il futuro a partire dagli stessi, e gli rivela che molti dei pazienti avevano un sogno in comune che porta alla casa nella quale Karim aveva scoperto si nascondesse Michelle. Il gioco è stato progettato da Ruskin per portare dei ragazzi all'interno della casa per capire di cosa esattamente si tratta. La casa è di proprietà di Nina, per cui Karim decide di andare a incontrare la ragazza (che ora è Praire) alla clinica. 
Hap porta Rachel nel suo laboratorio per aiutarlo negli esperimenti su un ragazzo, in evidente stato confusionale, che è stato per 60 ore nella casa. Rachel entra in un'area riservata del laboratorio di Hap in cui vede qualcosa di orribile. Rachel tenta di uccidere Hap pugnalandolo allo stomaco ma nella colluttazione è lei a morire.
A fine episodio si scopre che Michelle nella dimensione originale è Buck, il ragazzo transessuale.

## Lo specchio magico
- Titolo originale: Magic Mirror
- Diretto da: Andrew Haigh
- Scritto da: Nicki Paluga e Dominic Orlando

Tornando nella dimensione originale, Prairie è morta dopo essere stata colpita a scuola. I suoi compagni lottano per affrontare la perdita: Buck e BBA stanno per andarsene; Steve e la sua nuova fidanzata Angie vogliono rifare i movimenti per raggiungere Prairie; Jesse si deprime; French continua a essere scettico sulla veridicità della storia di Praire. Buck una sera vede una visione di Rachel sul suo specchio e contatta il gruppo, ma lo specchio nel frattempo è stato portato in un lontano centro logistico, costringendoli a guidare centinaia di chilometri per riaverlo. In seguito il gruppo chiede asilo in una chiesa e French ne approfitta per avere un incontro sessuale di una notte con un uomo, che gli raccomanda sua zia, una veggente che abita nel Nebraska, per dare supporto al gruppo. Quando arrivano a casa della veggente, lei li aiuta a entrare in contatto con Rachel, la quale manda messaggi attraverso un televisore. Il gruppo deduce che Prairie è riuscita a raggiungere un'altra dimensione, che secondo Rachel è sicura da raggiungere solo per BBA.

## SYZYGY
- Titolo originale: SYZYGY
- Diretto da: Zal Batmanglij
- Scritto da: Brit Marling e Zal Batmanglij

Dopo l'omicidio di Rachel, Hap incenerisce il suo cadavere. 
Karim visita Prairie/Nina per avanzare nelle indagini sulla scomparsa di Michelle. La ragazza, che è proprietaria della casa, supplica Karim di aiutarla a uscire dalla clinica in cambio del suo aiuto per risolvere il caso e, in qualche modo, i due riescono a fuggire da Treasure Island. 
Hap incontra una donna enigmatica di nome Elodie che afferma di essere  una viaggiatrice interdimensionale, lasciando intendere poi che esistono altri modi per poter viaggiare tra le dimensioni. 
Prairie e Karim si dirigono nell'appartamento di Nina e trovano un armadio pieno di cassette, nelle quali Nina raccontava i suoi sogni, e una nota "SYGYZY", in riferimento a un bar nel centro di San Francisco. Prairie si dirige verso il bar come Nina, al fianco di Karim, il quale esplora il bar, che si trova nelle vicinanze alla casa. Prairie, come era solita fare Nina, viene poi legata a una sedia sul palco, dove un polpo telepatico, la Vecchia Notte, cinge i suoi tentacoli su Prairie e le fa comunicare dei messaggi tramite telepatia. La Vecchia Notte capisce il vero sé di Prairie, "il PA", e la strangola a morte per permetterle di avere una esperienza premorte apparentemente inspiegabile. Karim, testimone dell'evento, taglia uno dei tentacoli della Vecchia Notte, presumibilmente uccidendolo, e riuscendo a riportare in vita la ragazza. Quindi i due si dirigono nel seminterrato e, attraversando una porta simile a quella mostrata in Q Symphony, si trovano in quella che è probabilmente l'entrata alternativa alla casa.

## La medium e l'ingegnere
- Titolo originale: The Medium & the Engineer
- Diretto da: Zal Batmanglij
- Scritto da: Brit Marling, Damien Ober e Henry Bean

Prairie e Karim giungono all'interno della casa di Nob Hill. Risolvono insieme alcuni dei puzzle della casa, finché non si separano involontariamente l'uno dall'altra. Karim incontra la ragazza che lo aveva aiutato all'inizio della sua indagine e in qualche modo riesce a portarla fuori dalla casa. Prairie invece si imbatte in un albero vivente telepatico che le rivela che lei è una medium e la avverte del fatto che Hap sta per scoprire qualcosa di molto potente che le farebbe perdere la fede: per sopravvivere Prairie deve formare una tribù che sta già giungendo da lei. 
Homer si intromette nell'ufficio di Hap, ascolta le sue conversazioni registrate con Ruskin che richiamano la storia della casa e scopre che Rachel non è stata mandata in un'altra clinica. Nel frattempo, dopo una serata romantica, Hap tenta di mettere fuori combattimento Elodie per costringerla a rivelargli i segreti sui viaggi nelle varie dimensioni e per usarla nei suoi esperimenti. Tuttavia, colto il sentore delle sue intenzioni, la donna aziona alcuni cubi meccanici in grado di eseguire i 5 movimenti; ciò le permette di abbandonare il corpo nel quale si trova e di viaggiare in un'altra dimensione con la coscienza. Hap, scioccato, riesce ad afferrare uno dei cubi prima che questo si richiuda.

## Specchio specchio
- Titolo originale: Mirror Mirror
- Diretto da: Andrew Haigh
- Scritto da: Dominic Orlando e Claire Kiechel

Di nuovo nella dimensione originale, BBA e i ragazzi continuano il loro viaggio attraverso l'America. La loro macchina si rompe e fanno autostop fino a un ristorante, dove Jesse teorizza che dovrebbero andare a Treasure Island a San Francisco per cercare Prairie, in quanto quel luogo è l'unico che può corrispondere al luogo della esperienza premorte di Homer. Il gruppo scopre attraverso la televisione che BBA è accusata di aver rapito i ragazzi (è stata inviata un'allerta Amber su di lei) e perciò decide di raggiungere il più velocemente possibili la casa dello zio morente di BBA, in California, dove restano per un giorno. Tuttavia, le cose prendono una svolta tragica quando Jesse muore di overdose con le medicine dello zio e il gruppo cerca di salvarlo inutilmente con i movimenti. Fuggono, ma Steve ritorna indietro per non abbandonare Jesse alla morte; il ragazzo continua con i movimenti fino a sera, dopodiché decide di radersi la testa. Buck, Angie, French e BBA piangono la perdita di Jesse in una stanza di un motel finché lo psicologo della FBI, Elias, arriva nella stanza contattato da French e suggerisce loro di continuare il viaggio, affermando che è stato mandato per aiutare Praire e chiarendo che le dimensioni sono collegate attraverso gli spazi.

## Nina Azarova
- Titolo originale: Nina Azarova
- Diretto da: Anna Rose Holmer
- Scritto da: Brit Marling e Henry Bean

Homer chiede a Hap che fine abbia fatto Rachel e l'uomo dichiara che la ragazza si è uccisa. Homer mostra poi a Hap la registrazione in cui Scott spiega della sua esperienza premorte in cui Hap e Prairie sono insieme e sembrano volersi bene. Hap contatta quindi Scott, offrendogli la sua libertà e quella di Renata in cambio di un favore ma, in realtà, il piano di Hap consiste nel far entrare Scott nella casa a Nob Hill così da poter effettuare esperimenti su di lui e sul seme che affiora dalla testa delle persone entrate nella casa. 
Prairie e Karim si riuniscono e litigano perché Karim non crede alle parole di Prairie sulle varie dimensioni e su Buck/Michelle ed è intenzionato a ricercare da solo la ragazza. Prairie successivamente incontra Elodie, la viaggiatrice tra le dimensioni, che le consiglia di liberare la coscienza di Nina invece di bloccarla con la sua e le rivela che non potrà mai liberarsi definitivamente di Hap, in quanto il loro legame è talmente forte che si riproduce come un'eco nelle varie dimensioni. Prairie quindi si affoga in una vasca da bagno per rivivere il suo trauma da bambina e così facendo riemerge anche la coscienza di Nina. La donna, ora con un accento russo, ritorna alla clinica e chiede di conversare con Hap, alias Dr. Percy. 
Karim scopre che la Rhodes, la donna che ha lasciato il Curi, è morta e decide di affrontare Ruskin, che gli rivela due cose sconvolgenti: Michelle è in stato comatoso e si trova nella sua casa e lui era stato incaricato di cercarla, presupponendo che nelle immagini sarebbe entrato nella casa, poiché i pazienti della CURI avevano incominciato a sognare una quarta immagine, oltre alla tre precedenti: il volto di un uomo, il volto di Karim.

## Visione d'insieme
- Titolo originale: Overview
- Diretto da: Zal Batmanglij
- Scritto da: Brit Marling e Zal Batmanglij

Prairie, fingendo che la coscienza di Nina sia ora l'unica coscienza all'interno del suo corpo, ha un dialogo con Hap nel quale si viene a sapere che fu proprio lo psicologo, controllando la mente di Ruskin nelle sedute, a ideare il gioco per scoprire la verità sulla casa; inoltre la donna chiede all'uomo a quali risultati hanno condotto i suoi esperimenti: Hap le mostra dunque una stanza della sua clinica nella quale ci sono degli umani in uno stagno, coperti di vegetazione causata dal seme che prende vita all'interno della testa delle persone entrate nella casa. I vari fiori che ricoprono in corpi, che sono versioni alternative dei ragazzi della dimensione originaria, sono uno sguardo verso altre dimensioni, di cui Hap sta realizzando una mappa, e mangiandoli viene indicata la loro direzione. Prairie ritorna a sé stessa mentre sminuisce Hap per la sua cieca ambizione prima di raggiungere il dottore nel giardino dove improvvisamente viene circondata da cinque robot che incominciano a comporre i movimenti. Interviene Homer, che aveva riacquistato grazie alla ragazza la sua coscienza della dimensione originale, a fermare Hap ma quest'ultimo spara mortalmente al ragazzo, che, prima di morire, si impegna a cercare Praire in qualsiasi dimensione. 
Nella dimensione originale, Steve e il gruppo si ritrovano a Treasure Island, dove BBA può percepire la presenza di PA, e, sentendo il suo bisogno di aiuto, i cinque fanno i movimenti, che portano Steve a collassare. 
Karim raggiunge il rosone della casa e, attraverso esso, assiste alla visione di Prairie illuminata che fluttua nel cielo fino a che una colomba bianca la colpisce facendola ripiombare a terra. Praire e Hap hanno raggiunto una nuova dimensione e sono all'interno di un set televisivo, in cui una Prairie è ferita per la caduta e viene chiamata "Brit" e Hap si riferisce a sé stesso come "Jason Isaacs", parlando con accento britannico. Karim dal rosone nota anche una versione alternativa di Michelle/Buck in quell'universo e la chiama, per poi tirarlo dentro l'attico, svegliando Michelle dal coma. Prairie e Hap, che in questa dimensione è suo marito, entrano nell'ambulanza, ma nel tragitto riesce a salire sull'ambulanza anche Steve, arrivato con successo in quella dimensione, che incontra Hap per la prima volta.